# Сохано
Сохано — коралловый островок на юго-западном входе в пролив Бука в Автономном регионе Бугенвиль, на востоке Папуа — Новой Гвинеи. Примерные размеры — 0,5 x 1,5 км.

## История
Занимающий стратегическое положение островок был заселён с древнейших времён. Археолог Стефен Уиклер открыл на нём следы поселения и керамику культуры Лапита 3000-летней давности.
В начале Второй мировой войны был занят войсками Австралии, которые однако быстро его покинули, после чего подвергся японской бомбардировке, далее был оккупирован Японской империей и использовался ею, как база для гидросамолётов, с которой они совершали налёты на Соломоновы острова. 
С 1945 до 1960 года являлся столицей провинции.

## Описание
Остров Сохано связан с нынешней столицей Бугенвиля, Бука, быстрым водным сообщением.
На острове сохранились здания колониального периода и участки дождевого леса, имеются сады.
На возвышеной северной оконечности острова в 1984 году был установлен памятник японцам, погибшим во время Бугенвильской кампании. Отсюда открывается широкая панорама на пролив Бука, затейливую скалу Чебу (Chebu, Tsibu), столицу региона и селение Кокопао. Юг и запад острова, обращённые к Соломонову морю, напротив, являются пологими песчаными отмелями.